# 微分可能関数

ある微分可能関数

絶対値関数は x = 0 において微分可能ではない

微分可能関数は線型関数によって局所的に近似できる

数学の一分野である微分積分学において、可微分函数あるいは微分可能関数（びぶんかのうかんすう、英: differentiable function）とは、その定義域内の各点において導関数が存在するような関数のことを言う。微分可能関数のグラフには、その定義域の各点において非垂直な接線が存在しなければならない。その結果として、微分可能関数のグラフは比較的なめらかなものとなり、途切れたり折れ曲がったりせず、尖点（カスプ）や、垂直接線を伴う点などは含まれない。
より一般に、ある関数 f の定義域内のある点 x0 に対し、導関数 f′(x0) が存在するとき、f は x0 において微分可能であるといわれる。そのような関数 f はまた、点 x0 の近くでは線型関数によってよく近似されるため、x0 において局所線型（locally linear）とも呼ばれる。

## 微分可能性と連続性

ワイエルシュトラス関数は連続であるが、どの点においても微分可能ではない

f が点 x0 において微分可能であるなら、f はその点 x0 において連続である。特に、微分可能関数はどのようなものでも、その定義域内のすべての点において連続である。しかしその逆は成立しない：すなわち、連続関数は必ずしも微分可能ではない。例えば、折れ（bend）や尖点、あるいは垂直接線を伴う関数は連続であることもあり得るが、それら例外的な箇所においては微分可能性は失われている。
現実に現れる多くの関数は、すべての点あるいはほとんどすべての点において導関数を持つものである。しかし、バナッハによる一つの結果として、ある点において導関数を持つ関数の集合は、すべての連続関数からなる空間におけるやせた集合であることが示されている。くだけた言い方をすると、このことはつまり、微分可能関数は連続関数の中でも珍しいものであることを意味している。至る所で連続であるが、どこにおいても微分可能ではない関数の最もよく知られた例は、ワイエルシュトラス関数である。

## 微分可能性のクラス
関数 f は、それ自体連続であるような導関数 f′(x) が存在するなら、連続的微分可能（continuously differentiable）であると言われる。微分可能関数の導関数が跳躍不連続点を持つことは無いが、真性不連続点を持つことはある。例えば、関数
{\displaystyle f(x)\;=\;{\begin{cases}x^{2}\sin(1/x)&{\text{if }}x\neq 0\\0&{\text{if }}x=0\end{cases}}}
は点 0 において微分可能である。なぜならば、
{\displaystyle f'(0)=\lim _{\Delta \to 0}\left({\frac {\Delta ^{2}\sin(1/\Delta )-0}{\Delta }}\right)=0}
が存在するからである。しかし、x≠0 に対して、
{\displaystyle f'(x)=2x\sin(1/x)-\cos(1/x)}
であるが、これは x → 0 に対する極限を持たない（したがってこの関数 f は原点を含む区間において微分可能ではあるが連続的微分可能ではない）。それにもかかわらず、ダルブーの定理によれば、任意の関数の導関数に対して中間値の定理は成立する。
しばしば連続的微分可能関数は、C1-級であると言われる。関数に一階および二階の導関数が存在し、それらが両方とも連続であるとき、その関数は C2-級にであると言われる。より一般的に、k-階までの導関数 f′(x), f″(x), ... , f(k)(x) が存在し、すべて連続であるなら、その関数は Ck-級であると言われる。すべての正の整数 n に対して導関数 f(n) が存在するなら、その関数は滑らか、あるいは、C∞-級であると言われる。

## 高次の微分可能性
関数 f: Rm → Rn が点 x0 において微分可能であるとは、
{\displaystyle \lim _{\mathbf {h} \to \mathbf {0} }{\frac {\mathbf {f} (\mathbf {x_{0}} +\mathbf {h} )-\mathbf {f} (\mathbf {x_{0}} )-\mathbf {J} (\mathbf {x_{0}} )\mathbf {h} }{\|\mathbf {h} \|}}=\mathbf {0} }
を満たすような線型写像 J: Rm → Rn が存在することを言う。関数が x0 において微分可能であるなら、そのすべての偏導関数は x0 において存在しなければならず、そのような場合、線型写像 J はヤコビ行列となる。高階導函数に関する同様の定式化は、一変数微分積分学でいうところの有限増分の補題によって与えられる。
ここで、偏導関数の存在は（あるいは、すべての方向微分の存在でさえも）、ある点における関数の微分可能性を保証するものではない、ということに注意されたい。例えば、
{\displaystyle f(x,y)={\begin{cases}y&{\text{if }}y\neq x^{2}\\0&{\text{if }}y=x^{2}\end{cases}}}
で定義される関数 f: R2 → R は、(0, 0) において微分可能でないが、そのすべての偏微分と方向微分はその点において存在している。連続的な例として、関数
{\displaystyle f(x,y)={\begin{cases}y^{3}/(x^{2}+y^{2})&{\text{if }}(x,y)\neq (0,0)\\0&{\text{if }}(x,y)=(0,0)\end{cases}}}
は (0, 0) において微分可能でないが、ふたたびその偏導関数と方向微分はすべて存在する。
関数のすべての偏導関数が存在し、ある点の近傍において連続であるなら、その関数はその点において微分可能でなければならず、実際 C1-級である。

## 複素解析における微分可能性
複素解析において、ある点の近傍で複素微分可能な関数はすべて正則と呼ばれる。そのような関数は必ず無限回微分可能であり、実は解析的である。

## 多様体上の微分可能関数
M が微分可能多様体であるとき、M 上の実あるいは複素数値関数 f がある点 p において微分可能であるとは、それが p の周りで定義されるある（あるいは、任意の）座標に関して微分可能であることを言う。より一般的に、M と N が微分可能多様体であるとき、関数 f: M → N がある点 p において微分可能であるとは、それが p と f(p) の周りで定義されるある（あるいは、任意の）座標に関して微分可能であることを言う。